# Žgavec
Žgavec je priimek več znanih Slovencev:
- Franka Žgavec (*1950), glasbena pedagoginja, zborovodkinja, prosvetna delavka in organizatorka
- Nataša Bolčina Žgavec, TV-napovedovalka
- Vilijem Žgavec, muzejski restavrator/konservator, ornitolog
- Vinko Žgavec, skladatelj
- Vojka Žgavec Clemenz, komunikologinja, strateginja kreativnih tržnih komunikaci